# 廣德 (唐朝)
廣德（763年七月—764年）是唐代宗的第一個年號，共计2年。
当时河西走廊被吐蕃佔領，唐朝西域与中原隔绝，西域将士不知道唐朝已改元，仍继续使用广德年号，有文物显示他们至少使用该年号到“广德四年”（766年）。

## 改元
- 寶應二年——七月十一日，改元廣德元年。[2][3][4]
- 廣德三年——正月一日，改元永泰元年。[5][6][7]

## 紀年
| 廣德 | 元年  | 二年  |
| ---- | ----- | ----- |
| 公元 | 763年 | 764年 |
| 干支 | 癸卯  | 甲辰  |

## 同期存在的其他政权年号
- 中國
  - 寳勝（762年－763年）：唐朝時期—領袖袁晁之年號
  - 大興（738年－794年）：渤海—渤海文王大欽茂之年號
  - 贊普鍾（752年－768年）：南詔—領袖閣羅鳳之年號
- 日本
  - 天平寳字（757年－765年）：奈良時代—孝謙天皇、淳仁天皇、稱德天皇之年號

## 參看
- 中國年號索引
- 其他时期使用的廣德年号

## 文內注釋
1. ↑  李崇智，《中國歷代年號考》，第102頁。
2. ↑  劉昫.  . 维基文库.「〔寶應二年七月〕壬子，御宣政殿宣制，改元曰廣德，大赦天下，常赦不原者咸赦除之。」
3. ↑  歐陽脩.  . 维基文库.「〔廣德元年七月〕壬子，大赦，改元。」
4. ↑  司馬光.  . 维基文库.「廣德元年秋，七月，壬寅，群臣上尊號曰寶應元聖文武孝皇帝。壬子，赦天下，改元。」
5. ↑  劉昫.  . 维基文库.「永泰元年正月癸巳朔，制曰：『……今將大振綱維，益明懲勸，肇舉改元之典，弘敷在宥之澤，可大赦天下，改廣德三年為永泰元年。』」
6. ↑  歐陽脩.  . 维基文库.「永泰元年正月癸巳，大赦，改元。」
7. ↑  司馬光.  . 维基文库.「永泰元年春，正月，癸卯朔，改元；赦天下。」